# Monaco aux Jeux olympiques d'été de 1996
Cet article contient des informations sur la participation et les résultats de Monaco aux Jeux olympiques d'été de 1996, qui ont eu lieu à Atlanta aux États-Unis.

## Résultats

### Judo
| Athlète          | Épreuve               | Tour préliminaire   | 16e de finale                                      | 8e de finale               | Quart de finale     | Demi-finale         | Repêchage 1         | Repêchage 2         | Repêchage 3         | Finale / MB         | Finale / MB |
| Athlète          | Épreuve               | Adversaire Résultat | Adversaire Résultat                                | Adversaire Résultat        | Adversaire Résultat | Adversaire Résultat | Adversaire Résultat | Adversaire Résultat | Adversaire Résultat | Adversaire Résultat | Rang        |
| ---------------- | --------------------- | ------------------- | -------------------------------------------------- | -------------------------- | ------------------- | ------------------- | ------------------- | ------------------- | ------------------- | ------------------- | ----------- |
| Thierry Vatrican | Moins de 78 kg hommes | Bye                 | Ruslan Seylkhanov Victoire 2 waza-ari valant ippon | Flavio Canto Défaite Ippon | Non qualifié        | Non qualifié        | Non qualifié        | Non qualifié        | Non qualifié        | Non qualifié        | 17e ex æquo |

### Natation
Homme
| Athlète            | Épreuve             | Séries        | Séries            | Finale B     | Finale B     | Finale       | Finale       |
| Athlète            | Épreuve             | Temps         | Rang              | Temps        | Rang         | Temps        | Rang         |
| ------------------ | ------------------- | ------------- | ----------------- | ------------ | ------------ | ------------ | ------------ |
| Christophe Verdino | 100 m brasse hommes | 1 min 05 s 66 | 5e (36e au total) | Non qualifié | Non qualifié | Non qualifié | Non qualifié |
| Christophe Verdino | 200 m brasse hommes | 2 min 20 s 77 | 5e (28e au total) | Non qualifié | Non qualifié | Non qualifié | Non qualifié |

### Tir
Femmes
| Athlète          | Épreuve                    | Qualification | Qualification | Finale        | Finale        |
| Athlète          | Épreuve                    | Points        | Rang          | Points        | Rang          |
| ---------------- | -------------------------- | ------------- | ------------- | ------------- | ------------- |
| Fabienne Pasetti | Carabine 10 m air comprimé | 385           | 39e ex æquo   | Non qualifiée | Non qualifiée |